# Franz Ziegler (Ingenieur)
Franz Ziegler (* 12. Dezember 1937 in Wiener Neustadt; † 4. Jänner 2016) war Universitätsprofessor für Allgemeine Mechanik an der Technischen Universität Wien.

## Leben und wissenschaftliche Laufbahn
Nach der Matura begann Franz Ziegler 1956 das Studium des Maschinenbauwesens an der Technischen Universität Wien, welches er 1961 mit Auszeichnung abschloss. Von 1962 bis 1971 arbeitete er als Universitätsassistent bei Professor Heinz Parkus am Institut für Mechanik der TU Wien. Im Jahre 1964 promovierte er mit Auszeichnung zum Doktor der technischen Wissenschaften. 1967/68 war er Max-Kade Research Fellow an der Northwestern University in Evanston. 1971 habilitierte er sich an der TU Wien im Fach „Mechanik“ und 1972 wurde er zum Ordentlichen Universitätsprofessor und Vorstand des Instituts für Allgemeine Mechanik an der Fakultät für Bauingenieurwesen der TU Wien berufen. Weitere Rufe erhielt er 1971 auf einen Lehrstuhl für Mechanik der TU Braunschweig und 1981 auf eine Professur für Mechanik der TU München, die er jedoch beide ablehnte. Er war Inhaber mehrerer Gastprofessuren.
Das wissenschaftliche Betätigungsfeld von Franz Ziegler umfasste unter anderem die Wellenausbreitung in stochastischen Medien, deterministische und zufällige Schwingungen elastischer und inelastischer Tragwerke, Wärmespannungen, Flüssigkeits-Bauwerksinteraktion, dynamische Plastizität, nichtlineare Tragwerksdynamik, numerische und experimentelle Methoden der Mechanik, Erdbebeningenieurwesen und Geomechanik. Seine Ergebnisse sind in etwa 280 wissenschaftlichen Publikationen in Form von Büchern und Beiträgen in internationalen wissenschaftlichen Zeitschriften und in referierten Tagungsbänden festgehalten. Er hat das Lehrbuch „Technische Mechanik der festen und flüssigen Körper“ verfasst, welches in mehreren Auflagen in deutscher, englischer und russischer Sprache erschienen ist.
Franz Ziegler war Mitherausgeber und Mitglied im Editorial Board von zahlreichen wissenschaftlichen Zeitschriften. Er war Generalsekretär der International Union of Theoretical and Applied Mechanics (IUTAM), Präsident und Vizepräsident der Gesellschaft für Angewandte Mathematik und Mechanik (GAMM), Präsident des International Institute of Acoustics and Vibrations (IIAV) und Vorsitzender der Österreichischen Gesellschaft für Erdbebeningenieurwesen und Baudynamik (OGE).

## Auszeichnungen (Auswahl)
- 1966: Karoline- und Guido-Krafft-Medaille der TU Wien
- 1983: Korrespondierendes Mitglied der Österreichischen Akademie der Wissenschaften
- 1996: Ehrendoktorwürde der Staatlichen Technischen Universität St. Petersburg, Russland
- 1997: Auswärtiges Mitglied der Russischen Akademie der Naturwissenschaften
- 1997: Pjotr-Kapiza-Medaille der Russischen Akademie der Naturwissenschaften
- 1997: Golden Ikarus Medal der Universität Kreta, Griechenland
- 1998: Wirkliches Mitglied der Österreichischen Akademie der Wissenschaften
- 1999: Auswärtiges Mitglied der Russischen Akademie der Wissenschaften
- 2002: Ehrenprofessur (Professor e. h.) der Staatlichen Technischen Universität Perm, Russland
- 2003: Preisträger des erstmals verliehenen „EUROMECH Solid Mechanics Prize“
- 2004: Wahl zum Member at Large der IUTAM

## Lehrbücher
- Technische Mechanik der festen und flüssigen Körper, 3., erw. und aktualisierte Auflage, 564 S., Springer-Verlag, Wien: 1998, ISBN 3-211-83193-2
- Mechanics of Solids and Fluids, 2nd ed., corr. second printing, pp. 845, Springer-Verlag, New York: 1998, ISBN 0-387-94399-4